# 선화예술고등학교
선화예술고등학교(仙和藝術高等學校)는 대한민국 서울특별시 광진구 능동에 있는 사립 고등학교이다.

## 학교 연혁
- 1962년 5월 5일 : 리틀엔젤스(대한 어린이 예술단) 창설(문선명 선생)
- 1973년 12월 1일 : 리틀엔젤스예술학교 설립 인가(중학교 과정 남·여 12학급 720명)
- 1974년 3월 1일 : 리틀엔젤스예술학교 개교 및 초대 박보희 교장 취임
- 1974년 3월 5일 : 리틀엔젤스예술학교 제1회 입학식(240명)
- 1975년 10월 25일 : 교사건물 및 예능실기관 준공
- 1976년 1월 30일 : 학교법인 선화학원 설립 및 초대 박보희 이사장 취임
- 1976년 10월 18일 : 선화예술고등학교 설립 인가(12학급 720명) (학년별 음악과 2학급, 미술과 1학급, 무용과 1학급)
- 1977년 2월 8일 : 리틀엔젤스예술학교 제1회 졸업식
- 1977년 2월 16일 : 리틀엔젤스예술학교를 선화예술학교로 교명 변경
- 1977년 3월 4일 : 선화예술고등학교 개교 및 제1회 입학식(240명)
- 1977년 12월 19일 : 선화예술고등학교 제1대 최원복 교장 취임
- 1980년 1월 10일 : 선화예술고등학교 제1회 졸업식
- 1980년 10월 17일 : 미술실기동(솔거관) 준공
- 1981년 11월 13일 : 리틀엔젤스 예술회관 준공 개관
- 1983년 12월 15일 : 음악실기실 증축 완공(Steinway 30대 설치)
- 1985년 2월 25일 : 솔거관 증축 준공, 음악도서실 및 선화연주홀 준공
- 1992년 6월 17일 : 예술계 특수목적고등학교로 지정 운영
- 1997년 12월 2일 : 학교법인 선문학원과 선화학원 합병
- 1997년 12월 31일 : 학교법인 선화학원을 학교법인 선문학원으로 명칭 변경
- 2012년 10월 26일 : 선화예술고등학교 미술과 1학급씩 증설(27학급)
- 2017년 10월 25일 : 학교법인 선문학원을 선학학원으로 명칭 변경
- 2018년 3월 1일 : 선화예술고등학교 제11대 이향숙 교장 취임(선화예술학교장 겸임)
- 2018년 7월 4일 : 학교법인 선학학원 제11대 송용천 이사장 취임
- 2024년 3월 1일 : 개교 50주년

## 설치 학과
- 무용과
- 음악과
- 미술과

## 참고 자료
- 선화예술고등학교 - 한국교육학술정보원 학교알리미